# Programme Phoenix
 (novembre 2015).
Si vous disposez d'ouvrages ou d'articles de référence ou si vous connaissez des sites web de qualité traitant du thème abordé ici, merci de compléter l'article en donnant les références utiles à sa vérifiabilité et en les liant à la section « Notes et références ».
Pour les articles homonymes, voir Phoenix.
Cet article concerne l'opération américaine lancée pendant la guerre du Viêt Nam. Pour l'album  du groupe  Good Riddance, voir Operation Phoenix.
Le programme Phoenix  (connu au Viêt Nam sous le nom de Kế Hoạch Phụng Hoàng) était une opération secrète américaine pendant la guerre du Viêt Nam, qui combinait le recueil de renseignements et la mise sur pied d’opérations contre-révolutionnaires lancées à partir de la fin de 1969. Il s’agissait de retourner les méthodes de contrôle de la population et de guérilla contre le Front national de libération du Sud Viêt Nam dans le territoire de la République du Viêt Nam (Sud-Vietnam). Les officiels américains le définissent comme un effort systématique de coordination du renseignement et de l'exploitation.
Ce programme est très controversé en raison des méthodes utilisées dans le cadre de celui-ci, incluant la torture et les assassinats ciblés.
Au moins 26 000 personnes furent tuées dans le cadre du programme Phoenix. 87% des décès sont survenus lors d'opérations militaires conventionnelles menées par les forces américaines et sud-vietnamiennes.

## Origine
À partir de 1965, les États-Unis avaient développé un réseau de renseignement qui couvrait tout le Sud-Vietnam afin de lutter contre le Front national de libération du Sud Viêt Nam. Face à une efficacité très limitée, la Central Intelligence Agency créa le programme Phoenix.

## Organisation
À l'occasion de ce programme qui est l'une des activités du Civil Operations and Revolutionary Development Support (en) créé le 9 mai 1967, les forces spéciales américaines et la CIA opérèrent en étroite collaboration avec les Provincial Reconnaissance Units (PRU, « unités de reconnaissance provinciales »). Celles-ci étaient formées à partir d’unités telles que les forces MIKE (groupes de choc d’élite sud-vietnamien, qui avaient suivi l’entraînement des forces spéciales) et les Chieu Hoi qui rassemblaient les défecteurs du Viêt-Cong.
Les PRU, corps de professionnels bien payés, furent sans doute les meilleures troupes autochtones jamais déployées en République du Viêt Nam.
Leurs conseillers étaient aussi bien des membres des Special Forces de l’US Army que des SEAL de l’US Navy.
Bras armé du programme Phoenix, les PRU opéraient par groupes de 10 ou 20 hommes, commandés par des instructeurs américains. Ils  menèrent à bien les missions les plus diverses : renseignement et reconnaissance, embuscades et raids contre les collecteurs d’impôts, enlèvements de responsables susceptibles de fournir des informations vitales et, au besoin, assassinats ou représailles.
Le nombre de victimes de cette opération parmi lesquelles il y eut une forte proportion de civils, serait selon les sources, de 26 000 à 41 000 personnes,.

## Controverses sur l'origine du programme
Selon un entretien du colonel américain Carl Bernard avec la journaliste Marie-Monique Robin, Paul Aussaresses, qui était alors à Fort Bragg, lui a montré un brouillon du livre, non encore publié, La guerre moderne du colonel Roger Trinquier. Aussaresses et Bernard ont envoyé un résumé du livre à Robert Komer (en), un agent de la CIA qui deviendra l'un des conseillers du président Lyndon Johnson pour la guerre du Viêt-nam. Selon C. Bernard, c'est « à partir de ce texte que Komer a conçu le programme Phoenix, qui est en fait une copie de la bataille d'Alger appliquée à tout le Sud Viêt-Nam. […] Pour cela, on retournait des prisonniers, puis on les mettait dans des commandos, dirigés par des agents de la CIA ou par des bérets verts, qui agissaient exactement comme l'escadron de la mort de Paul Aussaresses. ».
Selon William Colby, l'opération Phoénix ne commença qu'en 1969 et selon un article de Robert G. Kaiser (en) dans le Washington Post, on n'a jamais pu trouver la moindre trace d'assassinats.

## Commissions d'enquête parlementaires
Après le Watergate (1972), la lumière fut jetée sur les opérations de la CIA[réf. nécessaire]. C'est ainsi que le Programme Phoenix fut révélé. Ses dessous sont révélés en partie par un article en une du New York Times écrit par le journaliste Seymour Hersch le 22 décembre 1974 (The New York Times "Huge C.I.A. Operation Reported in U.S. Against Anti-War Forces."). La Commission Rockfeller fut nommée par le président Carter pour enquêter. En 1975, le Sénat lance la Commission Church. La même année, le président Ford lance la Commission Nedzi remplacée 5 mois plus tard par la Commission Pike. Ces diverses commissions questionnent William Colby sur l'opération Phoenix et les assassinats ciblés. Ces remous coûtent à Colby sa place de directeur de la CIA, remplacé par G. Bush. Rien ne sera reconnu officiellement. Colby meurt noyé en 1996 à la suite d'une chute dans l'eau provoquée par une crise cardiaque alors qu'il faisait du canoë. Les circonstances de sa mort donneront lieu à de nombreuses théories du complot, impliquant un acte criminel.